# Phlyctenosis laeta
Phlyctenosis laeta is een keversoort uit de familie van de boktorren (Cerambycidae). De wetenschappelijke naam van de soort werd in 1880 als Macrotoma laeta gepubliceerd door Charles Owen Waterhouse.